# Образцов (хутор)
Образцо́в — хутор в Милютинском районе Ростовской области.
Входит в состав Милютинского сельского поселения.

## Население
| 2010 |
| ---- |
| 129  |

## Улицы
- ул. Миссеровка,
- ул. Образцовая,
- ул. Студенческая.